# El Goodo
El Goodo je velšská hudební skupina. Pochází z jihovelšské vesnice Resolven. Své první album, které obsahovalo celkem třináct písní, nazvané El Goodo vydala v roce 2005 (vydavatelství Placid Casual). Druhá deska nazvaná Coyote, jež obsahovala jedenáct písní, vyšla o čtyři roky později. Autorem obalu alba je výtvarník Pete Fowler, který dlouhodobě spolupracoval se skupinou Super Furry Animals. Na albu se podíleli také dva členové této kapely – Cian Ciarán (mixing) a Dafydd Ieuan (dodatečné bicí). Třetí album By Order of the Moose kapela vydala roku 2017 na značce Strangetown Records.

## Diskografie
- El Goodo (2005)
- Coyote (2009)
- By Order of the Moose (2017)
- Zombie (2020)